# Bärenbach (Naturschutzgebiet)
Koordinaten: 50° 40′ 5,9″ N, 13° 21′ 24,1″ O
Das Naturschutzgebiet Bärenbach liegt im Erzgebirgskreis in Sachsen. Es gehört zum Olbernhauer Ortsteil Pfaffroda und erstreckt sich nordöstlich des Hauptortes Olbernhau entlang des Bärenbaches, eines rechten Zuflusses der Flöha. Nördlich und westlich des Gebietes verläuft die B 171 und südöstlich der Olbernhauer Ortsteil Grünthal (Olbernhau).

## Bedeutung
Das rund 67 ha große Gebiet mit der NSG-Nr. C 08 wurde im Jahr 1984 unter Naturschutz gestellt.